# Walsall Wood
Walsall Wood ist ein Dorf mit 12.874 Einwohnern (2001) im Metropolitan Borough of Walsall in den West Midlands und liegt auf einer Höhe von etwa 150 m.
Die A461 als Hauptverkehrsachse führt von Lichfield im Norden her kommend über Walsall Wood nach Walsall und weiter in den Süd nach Stourbridge.

## Verkehr
Walsall Wood hat heute keinen Bahnhof für den Personenverkehr mehr. Der Bahnhof Walsall Wood wurde von der Midland Railway 1884 an der Bahnstrecke von Aldridge eröffnet. Dieser Bahnhof wurde 1930 geschlossen.

## Persönlichkeiten
- Grant Thomas (1945–2020), Radrennfahrer